# Amersfoortse Kei

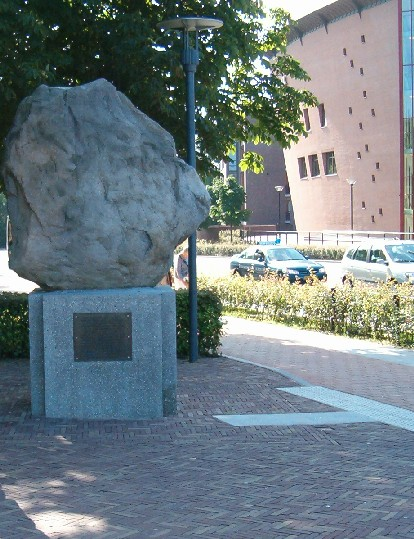
Amersfoortse Kei

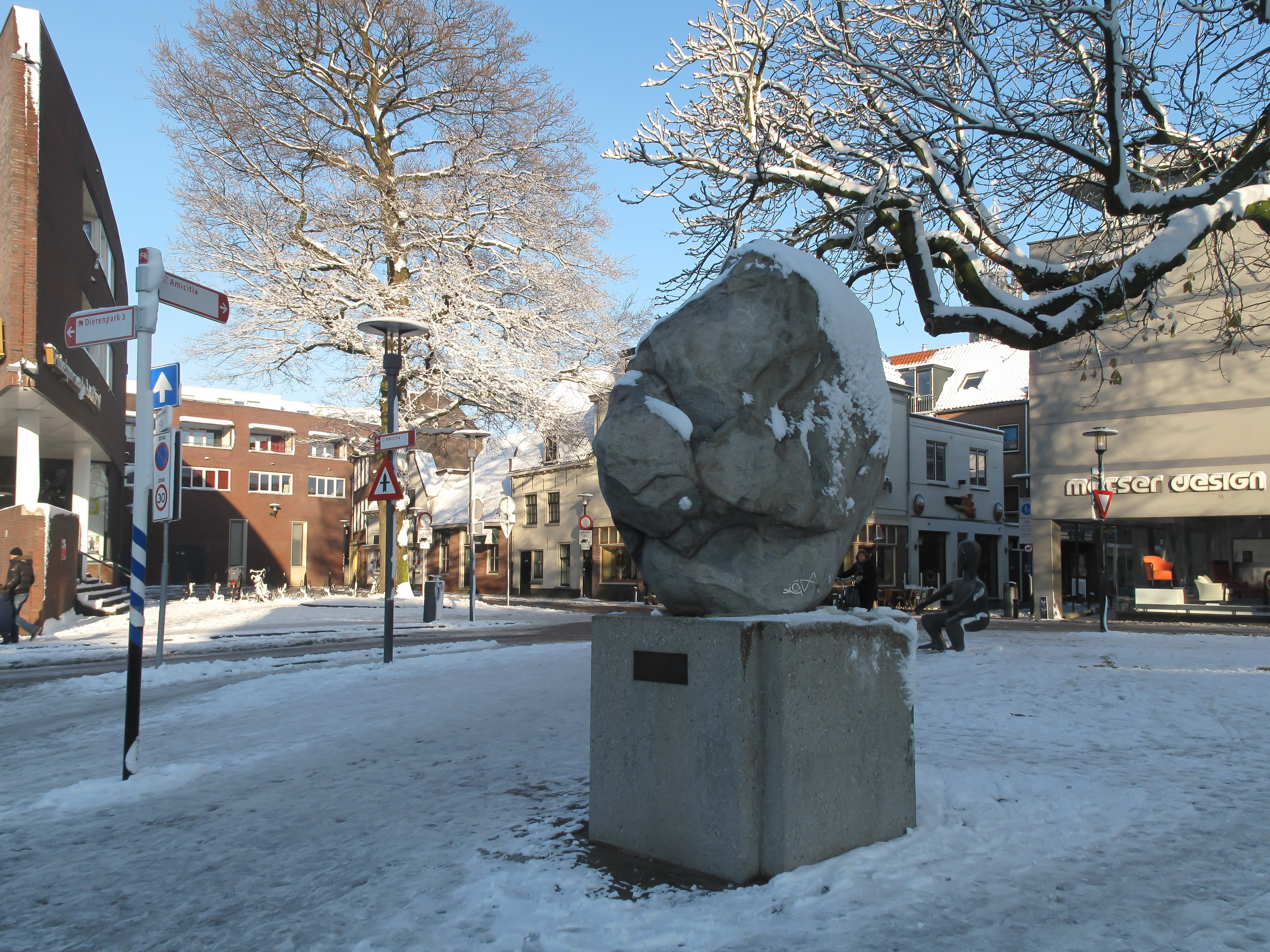
Amersfoortse Kei in de sneeuw

De Amersfoortse Kei is een grote zwerfsteen in de Nederlandse stad Amersfoort, waaraan de stad de bijnaam Keistad en haar inwoners de geuzennaam Keientrekkers danken. De Amersfoortse Kei weegt 7157 kg, heeft een hoogte van 2 meter en een omtrek van 5,25 meter. 

## Weddenschap
In 1544 werd al een "grooten keeselsteen" bij de Waelberch aan de weg van Amersfoort naar Utrecht vermeld. De zogenoemde jonkheer Everard Meyster sloot, volgens een bekend volksverhaal een weddenschap met een aantal vrienden dat hij de Amersfoorters zo gek zou krijgen dat ze de zwerfkei vanaf de Waelberch (bij De Stompert bij Soesterberg) naar de stad zouden trekken.
Op 7 juni 1661 trokken 400 inwoners van Amersfoort de kei op een slee naar de Varkensmarkt. Zij werden daarbij door de 'dolle jonker' getrakteerd op bier en krakelingen. Ter gelegenheid van de gebeurtenis liet hij een gedenkpenning slaan, en schreef hij het gedicht Keyklucht van Jock en Ernst, op de steen-uyle-vlucht deser werelt (Utrecht, 1661). Toen Meyster in 1663 een huis in Utrecht liet bouwen, verwerkte hij er verschillende herinneringen aan zijn Amersfoortse actie in; hij noemde het huis De Krakeling.
In het dagboek van 17e-eeuwse Friese officier Poppo van Burmania wordt de Amersfoortse actie als volgt beschreven: ‘Den 7.junij heeft tot Aemsfort den meister Everhart de owergrote balsteen, die op een hogen bergh buiten den stat lach, op een sleed van balken gemaeckt, geleid die door een groet getal van mensken getrocken worde in de stat op het Verckensmarckt met grote toeloop ende verwonderinge van mensken ende geklanck van trommen ende trompetten, alwaer dese meister hem op pilaren konstich verheewen bestelt heeft’.

## Gevolgen
Toen de Amersfoorters inzagen dat ze zo stom waren geweest om zich in te spannen voor iets wat volkomen zinloos was, begroeven zij de kei in 1672 op de Varkensmarkt. Volgens het volksverhaal werd een meiboom geplant op de plek waar de steen op de Varkensmarkt begraven was. Latere generaties schaamden zich niet voor het voorval. In 1903 werd de kei daar weer opgegraven en aan de Utrechtsestraat geplaatst. In 1932 werd hij verplaatst naar Plantsoen-Zuid bij de Arnhemsestraat. Tijdens de Duitse bezetting is de steen tijdelijk ingegraven op de Hof uit vrees voor beschadigingen. In 1954 kreeg hij een nieuw voetstuk.
Vanaf de jaren 1970 organiseert men in Amersfoort jaarlijks Keistadfeesten. Een aantal keren werden die besloten met het door de stad trekken van 'keien' uit diverse Europese landen. Amersfoort heeft daar een aantal grote stenen aan overgehouden die in het plantsoen aan de Stadsring liggen uitgestald.